# HURIDOCS
HURIDOCS (Информационно-документационная система по правам человека) — неправительственная организация, которая помогает правозащитникам собирать и обрабатывать информацию для обеспечения правосудия и привлечения виновных в нарушении прав человека к ответственности. Учрежденная в 1982 году на конференции в Страсбурге, HURIDOCS занимается разработкой стратегий и инструментария для облегчения работы по мониторингу и документированию информации, касающейся прав человека, чтобы сделать такие массивы данных более доступными. HURIDOCS проводит консультации с большими и малыми организациями как низового уровня и местного значения, так и общегосударственного уровня, а также с международными неправительственными организациями, чтобы помочь им преодолеть проблемы, связанные с управлением данными. Один из сооснователей HURIDOCS — Ганс Толен, председатель жюри премии имени Мартина Энналса.

## Предпосылки появления
HURIDOCS возникла в ответ на несколько важных вызовов: увеличение количества правозащитных НКО и возросшей значимости информации в работе этих НКО. HURIDOCS как НКО сама не составляет базу данных, а скорее снабжает НКО по всему миру инструментарием для этого.
Правозащитные организации часто разрабатывают свои инструменты сбора и систематизации информации без возможности эффективного обмена опытом между собой. HURIDOCS в этом смысле помогает создать некоторый универсальный принцип работы с информацией.
HURIDOCS разрабатывает анкеты, инструкции по их заполнению и сопровождающие документы. Благодаря разработкам HURIDOCS организации создают библиографические базы, в которых документы или их описания можно анализировать по разным параметрам: стране, теме, автору или другим. Систематизировать таким образом можно не только информацию, производимую организациями, но и информацию об организациях. Сопроводительная документация помогает понять, как корректно вносить информацию и как кодируются различные единицы информации.

## История создания и суть инструментария HURIDOCS
В 1985 году HURIDOCS разработала стандарт формата введения библиографических данных (bibliographic standard format) для фиксации информации о правах человека. В 1993 этот стандарт был обновлен, и в этом же году появилась первая версия «Стандартных Форматов Событий» (Events Standard Formats). Обновленные в 2001 году, они основывались на требованиях таких организаций, как Комитет прав человека ООН и Международная Амнистия. Правозащитная информация, в том числе информация по нарушению прав человека, передавалась от НКО именно этим организациям.
Стандартные форматы событий изначально создавались для документирования нарушений гражданских и политических прав, однако в дальнейшем, в 2001 году, список документируемых нарушений был расширен – включались также экономические, социальные и культурные права.
«Событийная методология» предполагает такой метод документирования информации о нарушениях прав человека, организационной единицей которого выступает событие. В рамках этого метода идентифицируются различные действия (совершенные или несовершенные), которые непосредственно вызывают нарушения прав человека или приводят к ним. Каждое такое действие или действие в сочетании с другими действиями составляют событие. «Событийная методология» – двухэтапный процесс. Первый этап – концептуальное определение того, как информация должна быть разделена и организована (для облегчения этой задачи были созданы микро-тезаурусы – общепринятые словари используемых в правозащитной деятельности терминов и их кодировки в базах данных), второй – заполнение данных по каждому из выделенных концептуальных решений.
С течением времени у «стандартных форматов событий» появилась компьютерная версия – WinEvSys. Она базировалась на Microsoft Access и развилась из более ранней версии системы на базе DOS (она называлась EvSys). В 2009 команда HURIDOCS разработала новую версию WinEvSys — OpenEvSys. OpenEvSys — бесплатное и открытое приложение баз данных, которое основывалось на том же принципе «событийной методологии» (events methodology). С помощью OpenEvSys можно было не только посмотреть в каждом отдельном случае, кто, что и кому сделал, но и провести количественный анализ по каждому из этих параметров, находя сходные случаи и прослеживая тренды.
В 2020 году HURIDOCS объявили о прекращении поддержки OpenEvsys, сделав своим приоритетом разработку аналогичных функций в Uwazi.

## Награды и оценка работы
Фонд Макартуров дважды поддерживал HURIDOCS (в 2011 и 2015 годах), выделив в общей сумме $790,000  в качестве грантов на деятельность в области прав человека. Новый инструмент, Uwazi, используется разными проектами для анализа больших массивов данных. К примеру, команда НКО «The Engine room», которая специализируется на оптимизации использования данных активистами и правозащитниками из разных уголков мира, основывалась на новой платформе для создания базы данных об институциональном насилии. Команда HURIDOCS вместе с Институтом прав человека им. Людвига Больцмана создала и работает над проектом «Атлас пыток». Global legal action network (GLAN), правозащитная НКО, также использовала Uwazi для сортировки, разметки, навигации и анализа больших объемов данных при составлении базы данных об авиаударах по Йемену со стороны коалиции стран во главе с Саудовской Аравией и ОАЭ (GLAN Airstrake Database).